# Howard Taylor
J. Howard Taylor va ser un regatista britànic, que va competir a cavall del segle xix i el segle xx. El 1900 va prendre part en els Jocs Olímpics de París on participà en la segona cursa de la categoria de 3 a 10 tones del programa de vela. En ella guanyà la medalla d'or formant equip amb Edward Hore i Harry Jefferson.